# Vila Pouca de Aguiar
Vila Pouca de Aguiar ('vilɐ 'po(ou)kɐ dɨ ɐgi'aɾ) è un comune portoghese di 14 998 abitanti situato nel distretto di Vila Real.

## Società

### Evoluzione demografica
| Popolazione di Vila Pouca de Aguiar (1801 – 2006) | Popolazione di Vila Pouca de Aguiar (1801 – 2006) | Popolazione di Vila Pouca de Aguiar (1801 – 2006) | Popolazione di Vila Pouca de Aguiar (1801 – 2006) | Popolazione di Vila Pouca de Aguiar (1801 – 2006) | Popolazione di Vila Pouca de Aguiar (1801 – 2006) | Popolazione di Vila Pouca de Aguiar (1801 – 2006) | Popolazione di Vila Pouca de Aguiar (1801 – 2006) | Popolazione di Vila Pouca de Aguiar (1801 – 2006) |       |
| ------------------------------------------------- | ------------------------------------------------- | ------------------------------------------------- | ------------------------------------------------- | ------------------------------------------------- | ------------------------------------------------- | ------------------------------------------------- | ------------------------------------------------- | ------------------------------------------------- | ----- |
| 1801                                              | 1849                                              | 1900                                              | 1930                                              | 1960                                              | 1981                                              | 1991                                              | 2001                                              | 2004                                              | 2005  |
| 8171                                              | 10408                                             | 16047                                             | 18108                                             | 25394                                             | 20121                                             | 17081                                             | 14998                                             | 15100                                             | 15095 |

## Freguesias
- Afonsim
- Alfarela de Jales
- Bornes de Aguiar
- Bragado
- Capeludos
- Gouvães da Serra
- Lixa do Alvão
- Parada de Monteiros
- Pensalvos
- Sabroso de Aguiar
- Santa Marta da Montanha
- Soutelo de Aguiar
- Telões
- Tresminas
- Valoura
- Vila Pouca de Aguiar
- Vreia de Bornes
- Vreia de Jales